# In the Eye of the Storm
In the Eye of the Storm es el primer álbum de estudio del músico británico Roger Hodgson, publicado por la compañía discográfica A&M Records en diciembre de 1984.
Si bien el disco presenta una evidente influencia del sonido característico de Supertramp en algunas de sus canciones, In the Eye of the Storm fue bien aceptado por la crítica por las interpretaciones de Hodgson. En el mismo, Hodgson toca todos los instrumentos, aunque también contó con las colaboraciones de músicos como Michael Shrieve (batería), Scott Page (saxofón), Ken Allardyce (armónica, coros), Jimmy Johnson (bajo) y Clare Diament (coros).
In the Eye of the Storm obtuvo un éxito moderado al llegar al puesto 46 en la lista estadounidense Billboard 200 y al 70 en la británica UK Albums Chart. El primer sencillo del álbum fue una versión reducida de «Had a Dream (Sleeping with the Enemy)», que llegó al puesto 48 en la lista estadounidense Billboard Hot 100. Su sucesor, «In Jeopardy», obtuvo un éxito menor al llegar solo al puesto treinta de la lista Hot Mainstream Rock Tracks y no entrar en el Hot 100. En Canadá, fue certificado como disco de platino pocos meses después de su lanzamiento por la CRIA.

## Recepción
In the Eye of the Storm fue recibido con una reseña positiva de Allmusic, quien afirmó que la clave de la calidad del álbum es que Hodgson toca la gran mayoría de los instrumentos. También señaló que, aunque la música carece en sí de elementos de rock progresivo, «el espíritu de la experimentación del rock progresivo tradicional está vivo en este disco, con cinco de las siete canciones superando los seis minutos».

## Lista de canciones
Todas las canciones escritas y compuestas por Roger Hodgson. 
| N.º | Título                                  | Duración |  |
| 1.  | «Had A Dream (Sleeping With The Enemy)» | 8:49     |  |
| 2.  | «In Jeopardy»                           | 5:59     |  |
| 3.  | «Lovers in the Wind»                    | 4:11     |  |
| 4.  | «Hooked On a Problem»                   | 5:10     |  |
| 5.  | «Give Me Love, Give Me Life»            | 7:33     |  |
| 6.  | «I'm Not Afraid»                        | 7:03     |  |
| 7.  | «Only Because of You»                   | 8:40     |  |

## Personal
- Roger Hodgson: guitarras, bajo y voz en todas las canciones, batería en "Lovers in the Wind" y "Hooked On a Problem".
- Michael Shrieve: batería en todos los temas (excepto en "Lovers in the Wind" y "Hooked On a Problem").
- Ken Allardyce: armónica y coros.
- Jimmy Johnson: bajo en "Lovers In the Wind" y "Only Because of You".
- Clair Diament: voz femenina en "Only Because of You".
- Scott Page: saxofón en "Hooked On a Problem".

## Posición en listas
| País           | Lista                 | Posición |
| -------------- | --------------------- | -------- |
| Alemania       | Media Control Charts  | 20       |
| Estados Unidos | Billboard 200         | 46       |
| Noruega        | VG-lista Albums Chart | 14       |
| Países Bajos   | Dutch Top 40          | 19       |
| Reino Unido    | UK Albums Chart       | 70       |
| Suiza          | Swiss Albums Chart    | 6        |

| Sencillo      | País           | Lista                      | Posición |
| ------------- | -------------- | -------------------------- | -------- |
| «Had a Dream» | Estados Unidos | Billboard Hot 100          | 48       |
| «Had a Dream» | Estados Unidos | Hot Mainstream Rock Tracks | 5        |
| «Had a Dream» | Países Bajos   | Dutch Singles Chart        | 33       |
| «Had a Dream» | Suiza          | Hitparade Singles Chart    | 27       |
| «In Jeopardy» | Estados Unidos | Hot Mainstream Rock Tracks | 30       |

## Certificaciones
| País   | Organismo certificador | Certificación | Ventas certificadas | Ref.  |
| ------ | ---------------------- | ------------- | ------------------- | ----- |
| Canadá | CRIA                   | Platino       | 100 000             | [ 7 ] |